# Gérald de Palmas
Gérald de Palmas, nato Gérald Gardrinier (Saint-Denis, 14 ottobre 1967), è un cantautore francese.

## Biografia
Nato sull'isola di Riunione, si è trasferito ad Aix-en-Provence con la famiglia quando aveva dieci anni. Da giovane ha collaborato con Étienne Daho.
Nel 1994, con il nome De Palmas, ha pubblicato il suo primo album La dernière année. Nel 1996 ha vinto il premio Victoires de la musique nella categoria "artista maschile dell'anno". Ha ottenuto il premio come "album francofono" nel 2002. Nella sua carriera ha anche conseguito due volte il premio NRJ Music Awards.
Ha raggiunto le posizioni più alte delle classifiche di vendite francesi e belga con gli album Marcher dans le sable (2000), Un homme sans racines (2004) e Sortir (2009).

## Discografia
Album
- 1994 - La dernière année
- 1997 - Les lois de la nature
- 2000 - Marcher dans le sable
- 2002 - Live 2002
- 2004 - Un homme sans racines
- 2009 - Sortir
- 2011 - Sur ma route
- 2013 - De Palmas